# Centropogon sodiroanus
Centropogon sodiroanus är en klockväxtart som beskrevs av Alexander Zahlbruckner. Centropogon sodiroanus ingår i släktet Centropogon och familjen klockväxter. Inga underarter finns listade i Catalogue of Life.